# Albrecht I. (Anhalt)
Albrecht I., Fürst von Anhalt-Köthen († 1316) war ein askanischer Regent in Anhalt.

## Leben
Albrecht I. war ein Sohn des Fürsten Siegfried I. von Anhalt-Köthen und dessen Gemahlin Katharina von Schweden. Er folgte seinem Vater im Köthener Gebiet, zu welchem damals auch die Gebiete um Dessau und Zerbst gehörten. Einen Teil der Stadt Zerbst, der noch in den Händen der Markgrafen von Brandenburg war, erhielt er zu Lehen. Fürst Albrecht I. war der erste Askanier, der im Jahre 1295 in die Köthener Burg einzog.
Gemeinsam mit Abt Konrad von Nienburg schaffte er 1293 den Gebrauch der bis dahin noch gebräuchlichen wendischen Sprache in den anhaltischen Gerichten ab. Er beteiligte sich gegen Heinrich den Wunderlichen von Grubenhagen an der Belagerung des Schlosses Herlingsberg (1291). Nach der Ermordung König Albrechts I. wurde er von seinem Schwager, dem Markgrafen Waldemar von Brandenburg, ohne Erfolg zum deutschen König vorgeschlagen. Von ihm stammen bedeutende Schenkungen, welche er laut einer Reihe von Urkunden an Kirchen und Klöster machte. Er war zweimal vermählt, mit Liutgart von Holstein, Tochter von Gerhard I., und in zweiter Ehe mit Agnes, der Tochter des Markgrafen Konrad von Brandenburg, und starb 1316.
Seine Nachfolger waren seine Söhne Albrecht II. und  Waldemar I.